# Blue, Dressed In Black
Blue, Dressed In Black е вторият студиен албум на нюйорската рок група Ерик Стюарт Бенд. Текстовете на песните са писани от вокалиста Ерик Стюарт.

## Песни
1. Staring You In The Face 4:02
2. One Good Reason 4:26
3. The Best Ones Get Away 4:15
4. Blue, Dressed In Black 3:22
5. Lost Innocence 4:30
6. Heaven In A Cadillac 3:43
7. Home 5:06
8. Can't Get Enough Of It 3:13
9. Raise A Little Hell 3:10
10. Corner Booth Chronicles 4:07
11. Hole In The Head 3:28
12. God's Roof 5:48

## Членове
- Ерик Стюарт – Вокалист и Ритъм китара
- Кестър Уелш – Соло китара
- Питър Фрамптън – Бас китара
- Фил Никс – Барабани
- Джена Мализиа – Вокали